# ۶۵۱ (میلادی)
۶۵۱ (میلادی) ششصد و پنجاه و یکمین سال تقویم میلادی است.

## رویدادها[۱]
بر اساس مکان
اروپا
- شاه کلوویس دوم نوستریا و بورگوندی با بالتیلد ازدواج می‌کند، که گفته می‌شود یک اشراف‌زاده آنگلوساکسون بوده که در گال به بردگی فروخته شده است. او متعلق به شهردار کاخ کلوویس، ارکینوالد، بوده است که او را برای جلب توجه سلطنتی به کلوویس می‌دهد (تاریخ تقریبی).

بریتانیا
- شاه اوسویو از برنیکا به رقیب خود، شاه اوسویین از دیرا، اعلام جنگ می‌کند. اوسویین از نبرد با او امتناع می‌کند و به گیلینگ (یورکشایر شمالی) عقب‌نشینی می‌کند. یکی از دوستانش به اوسویین خیانت می‌کند و او توسط سربازان اوسویو به قتل می‌رسد.

- اوتل‌والد جانشین عمویش اوسویین به عنوان پادشاه دیرا می‌شود و با دشمن اوسویو، شاه پندا از مرسیا، متحد می‌شود. ملکه اینفلد از برنیکا، املاک گیلینگ را برای تأسیس یک صومعه اهدا می‌کند.

ایران
- یزدگرد سوم در کلبه آسیابانی در نزدیکی مرو توسط پیروانش به قتل رسید و به این ترتیب هم مقاومت ایران در برابر فتح اعراب و هم امپراتوری ساسانی پایان یافت.

خلافت عربی
- ارتش راشدین به فرماندهی عبدالله بن عامر به افغانستان حمله می‌کند و قلعه‌های اصلی خراسان (ایران امروزی) را تصرف می‌کند. اعراب مسلمان شهرهای بلخ و هرات را اشغال می‌کنند که به طور مسالمت‌آمیز تسلیم می‌شوند.

- سفارتی به رهبری سعد بن ابی وقاص از طریق مسیری دریایی به پایتخت چانگ‌آن می‌رسد. آنها توسط امپراتور گائو زونگ مورد استقبال قرار می‌گیرند که دستور تأسیس اولین مسجد چینی را می‌دهد.

- قرآن توسط خلیفه عثمان بن عفان به شکل امروزی آن گردآوری می‌شود. این متن به الگویی تبدیل می‌شود که از روی آن نسخه‌هایی ساخته و در سراسر مراکز شهری جهان عرب منتشر می‌شود.

بر اساس موضوع
دین
- اوتل-دیو (پاریس) توسط اسقف لاندری (لاندریکوس) تأسیس شد. این بیمارستان به اولین بیمارستان بزرگ پاریس تبدیل شد.

## درگذشتگان[۱]
- ۲۰ آگوست – آسوین، پادشاه دیرا (انگلستان)

- ۳۱ آگوست – آیدان، اسقف ایرلندی تبار لیندیسفارن

- براولیو، اسقف ساراگوسا (متولد ۵۹۰)

- دایی داوکسین(Dayi Daoxin)، رهبر بودایی چان (متولد ۵۸۰)

- گراسولف دوم، دوک فریولی (تاریخ تقریبی)

- رادوالد، دوک بنونتو (ایتالیا)

- یزدگرد سوم، پادشاه امپراتوری ساسانی

آپرانیک، فرمانده نظامی زن ساسانی.‎